# Триумфальная арка 800-летия Рязани

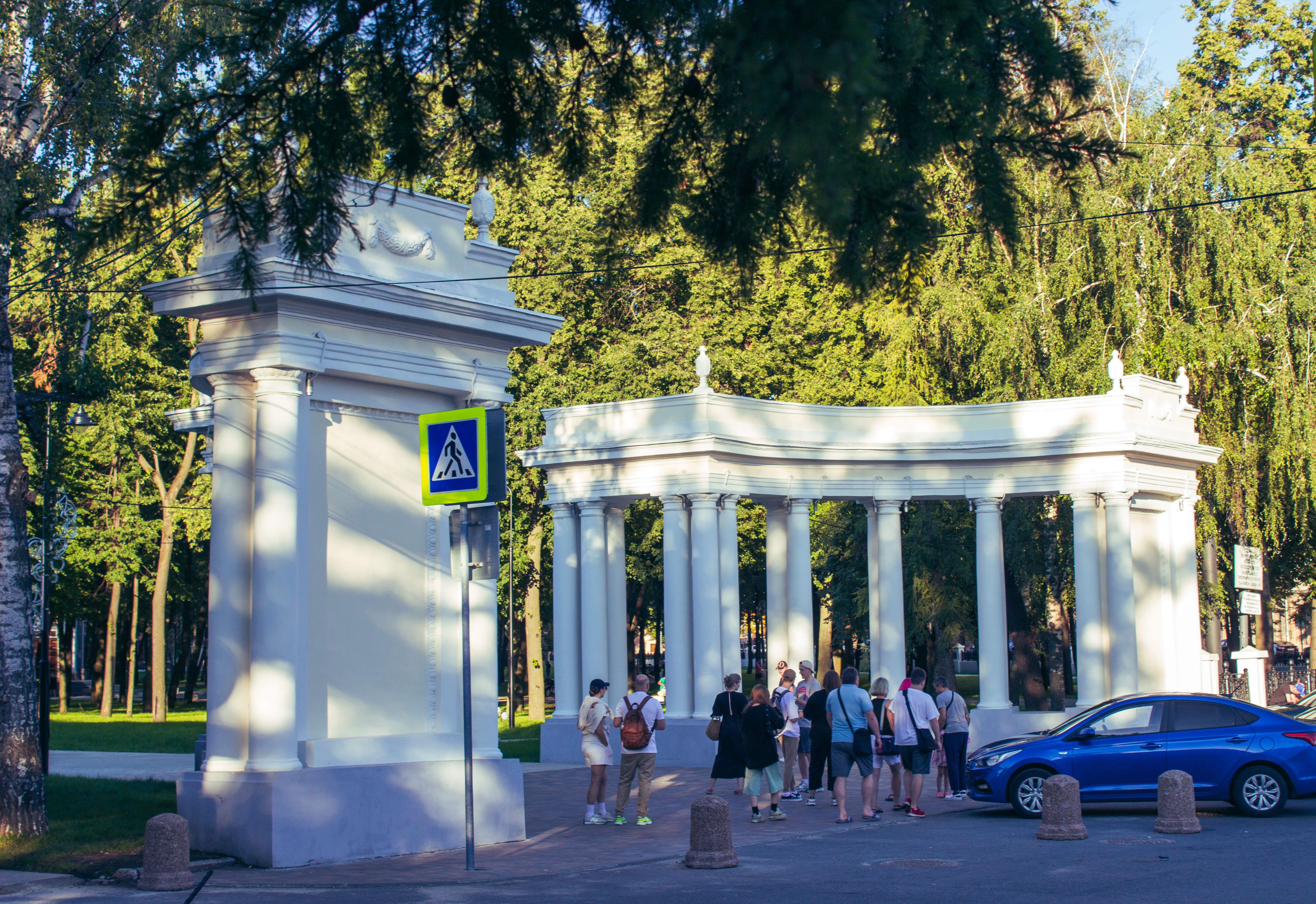
Пропилеи Соборного парка, построенные на месте триумфальной арки.

Триумфа́льная а́рка в па́мять 800-ле́тия Ряза́ни — однопролётная триумфальная арка, возведённая архитектором И. С. Цеханским в 1895 году в честь празднования 800 лет со дня основания города Рязани. Деревянное сооружение было построено в створе Соборной улицы неподалёку от здания Рязанского драматического театра. Позднее предполагалось заменить её на постоянную каменную, однако события 1904 года и последующая политическая обстановка не позволила реализовать проект. К середине 1900-х годов конструкция обветшала и была снесена.
В 1950 годы при формировании Соборного парка на месте арки были возведены каменные пропилеи, формирующие главный вход в парк и Рязанский кремль.

## История
Арка была возведена в створе Соборной улицы архитектором Иваном Степановичем Цеханским за 4 дня. Идея возведения памятного сооружения была по задумке архитектора, она должна была сформировать парадный вход в кремль. Вместе с её возведением на площади был высажен и благоустроен Соборный бульвар, который вёл от арки к Глебовскому мосту. Бульвар представлял собой три аллеи — Главную и две боковые. Южной частью он граничил с Ильинской площадью, северной — с ансамблем зданий в начале Соборной улицы. Главная аллея была обрамлена деревянным забором.
В сентябре 1895 года Триумфальная арка и Ильинская площадь стала главным местом проведения торжественного празднования 800-летнего юбилея города Рязани. Конструкция была запечатлена специально приглашёнными для этого фотографами, а в честь празднования членами РУАК была написана отдельная книга. Фотографии торжеств на которых была запечатлена арка, впоследствии были вмонтированы в памятные медальоны, которые были переданы в дар первым лицам города.
Уже в начале 1900 годов арка обветшала и стала разрушаться, после чего была снесена. Предполагалось на её месте возведение постоянного каменного сооружения, однако начавшаяся русско-японская война и революция 1905 года отложили эти планы. Впоследствии город предпочёл потратить деньги на строительство городского водопровода и электростанции, а затем Россия вступила в Первую мировую войну. Планы по новому строительству так и не были реализованы.
В начале 1950-х годов, в рамках строительства на месте Ильинской площади регулярного Соборного парка на месте Триумфальной арки были построены классические пропилеи, формирующие парадный вход в парк и кремль. Соборный бульвар стал частью парка, а вместо Ильинской площади появилась Соборная (в то время носившая название площади Революции).
В экспозиции исторического музея Рязанского кремля сегодня можно увидеть упрощённый макет Триумфальной арки.

## Архитектура

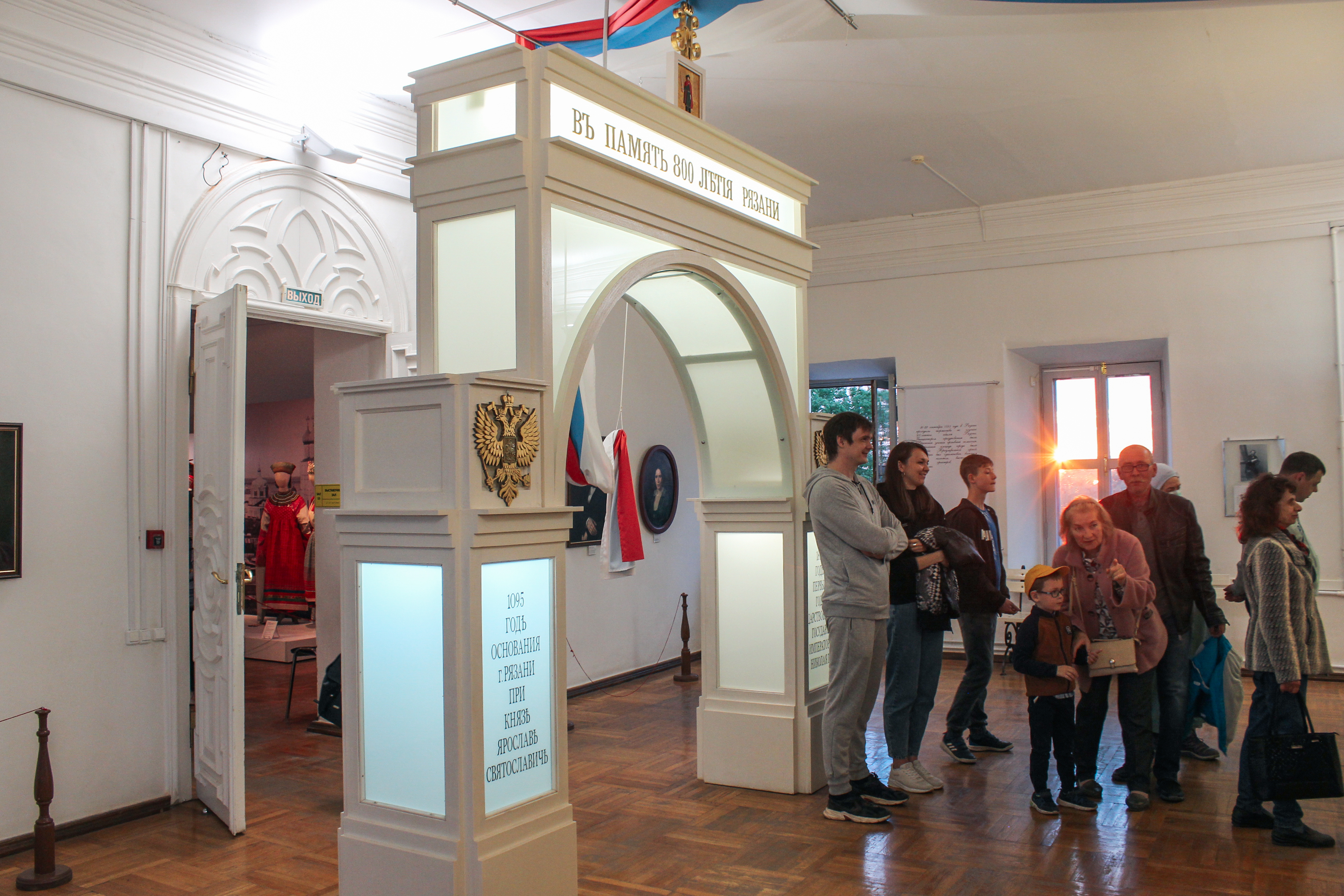
Упрощённый макет арки в экспозиции Рязанского кремля.

### Триумфальная арка
Арка состояла из одного высокого пролёта и двух пилонов, поддерживающих его. Каждый из пилонов венчал выкованный из металла герб Российской империи. На пролёте арки располагался герб Рязани — князь с мечом, стоящий на золотом поле, увенчанный короной. Его поддерживали два кованых металлических щитодержателя.
На аттике арки была выгравирована посвятительная надпись «В память 800-летия г. Рязани». Пространство над аркой украшено двумя круглыми розетками. На левом пилоне находилась надпись: «1095 основание г. Рязани при князе Ярославе Святославовиче». На правом пилоне: «1895 год первый год царствования государя императора Николая II».
Во время праздничных торжеств арка была пышно украшена цветочными гирляндами, лентами и флагами Российской империи. Ночью конструкция подсвечивалась электрическими лампами.